# يوزيف هورفاث (لاعب كرة يد)
يوزيف هورفاث (7 أغسطس 1947 - 30 سبتمبر 2022) (بالمجرية: Horváth József)‏ هو لاعب كرة يد مجري. شارك في الألعاب الأولمبية الصيفية 1972.

## وصلات خارجية
- يوزيف هورفاث على موقع أوليمبيديا (الإنجليزية)
- يوزيف هورفاث على موقع اللجنة الأولمبية المجرية (الهنغارية)